# 93 يوما (فلم)
93 يومًا هو فيلم إثارة ودراما نيجيري صدر عام 2016 للمخرج ستيف جوكاس الذي شارك في إنتاجه أيضًا. يروي الفيلم قصّة تفشي فيروس إيبولا عام 2014 في نيجيريا واحتوائه الناجح من قبل العاملين الصحيين في مستشفى لاغوس. الفيلمُ من بطولة بيمبو أكينتولا وداني غلوفر وبيمبو مانويل مع إنتاجٍ مشتركٍ من شركتي نايتيف فيلم وركس (بالإنجليزية: Native FilmWorks) ومايكل أنجيلو برودكشن (بالإنجليزية: Michel Angelo Production) وبولانل أوستن بيترز برودكشن (بالإنجليزية: Bolanle Austen-Peters Production).

## القصّة
وصلَ في العشرين من تمّوز/يوليو 2014 باتريك سوير الدبلوماسي الليبيري الأمريكي إلى لاغوس في نيجيريا. يُنقل باتريك على الفورِ إلى مركز الاستشاريين الطبي الأوّل بعد أن عانى من تفاقمِ الأعراض. أحد الأطباء المرافقين له وهو الدكتور أميو أداديفو يشعرُ بالقلق من احتمال إصابته بالإيبولا، على الرغم من أن سوير ينفي هذا الاقتراح ومع ذلك يُقرَّر عزل باتريك سوير ويُطلب من باقي الأطباء والممرضين توخيّ الحذر عند الاعتناء به.
بعد ظُهر اليوم التالي، تَظهر نتائج الاختبار التي تُؤكِّد إصابة سوير بفيروس إيبولا فعلًا، فينقلُ موقعٌ محلي في نيجيريا خبر أن هناك حالة إصابة أولى مُحتملة بإيبولا في لاغوس، ثمّ تبدأُ باقي المؤسسات الإخبارية في جميع أنحاء العالم ببث الأخبار فيما تبدأُ نيجيريا على الفور الاستعدادات لمكافحة ومواجهة الوباء.
يلتقي الدكتور أداديفو بالدكتور واسيو جباداموس المسؤول عن منشأة ياسو – التي ظهرت فيها أول حالة – والدكتور ديفيد بريت ميجور من منظمة الصحة العالمية. يستنتجُ الثلاثة أنّ منشأة ياسو غير مجهزة للتعامل مع مرضى إيبولا، ثم يكتشفُ الأطباء في الخامس والعشرين من تموز/يوليو أن سوير قد مات وذلك بعد أقل من أسبوعٍ واحدٍ على إصابتهِ بالعدوى. يبدأُ مركز الاستشاريين الطبي في أخذِ احتياطاتٍ أكبر كما يبدأُ في مراقبةِ موظفيه بحثًا عن علامات وأعراض الإيبولا.
تُركّز قصّة الفيلمِ على التضحيات التي قدمها الرجال والنساء الذين خاطروا بحياتهم للتأكد من احتواء فيروس إيبولا في نيجيريا قبل أن يُصبح وباءً.

## طاقم التمثيل
| - سيون أجايي في دور دكتور نيي فاديبي - بيمبو أكينتولا في دور دكتور أميو أداديفو - زارا أودوفيا إيجوه في دور الممرضة جوستينا إيشيلونو - كيبي إكبيونغ باسي في دور باتريك سوير - تشارلز إتوبيبي في دور بانكول كاردوسو | - داني غلوفر في دور دكتور بنيامين أوهيري - سومكيلي إياماه في دور الدكتورة آدا - سون كينتيبي في دور جودوين إيغونوه - أليستر ماكنزي في دور الدكتور ديفيد بريت ميجور | - بيمبو مانويل في دور واسيو غباداموسى - تشارلز أوكافور في دور أفولابي كاردوسو - جيدون أوكيكي في دور دكتور موريس إيبوتشي - سولا أويباد في دور السفير - تيم ريد في دور الدكتور أديني جونز |